# Transparente (álbum de Dread Mar-I)
Transparente es el sexto álbum de estudio de la banda argentina de reggae, Dread Mar-I, que fue lanzado el 1.º de junio del año 2012. El álbum cuenta con 22 temas originales de la banda. Su primer éxito fue Buscar en Jah, el primer tema del disco, cuyo video se conoció tiempo antes de que el álbum llegue a las ventas.

## Lista de canciones
Toda la música compuesta por Dread Mar-I. 
| N.º       | Título                    | Duración |  |
| 1.        | «Buscar En Jah»           | 3:20     |  |
| 2.        | «Arena En Nuestras Manos» | 5:46     |  |
| 3.        | «Fuego Eterno»            | 2:55     |  |
| 4.        | «Millones De Mujeres»     | 2:44     |  |
| 5.        | «Sabemos Lo Real»         | 3:00     |  |
| 6.        | «Cerca»                   | 4:23     |  |
| 7.        | «Tu Soldado»              | 3:02     |  |
| 8.        | «Estoy Bien Solo»         | 4:19     |  |
| 9.        | «Mami Papi»               | 4:30     |  |
| 10.       | «Digo No»                 | 4:21     |  |
| 11.       | «Aquella Vez»             | 3:27     |  |
| 12.       | «Tu Rey»                  | 2:22     |  |
| 13.       | «Ave En Vuelo»            | 4:18     |  |
| 14.       | «Nada De Ti»              | 3:53     |  |
| 15.       | «Padre Te Amo»            | 3:15     |  |
| 16.       | «Días De Sol Nublados»    | 2:47     |  |
| 17.       | «Lago»                    | 2:17     |  |
| 18.       | «Padre De La Creación»    | 3:32     |  |
| 19.       | «Tiempos De Fe»           | 3:44     |  |
| 20.       | «Recuerdos»               | 3:17     |  |
| 21.       | «Ghetto»                  | 3:04     |  |
| 22.       | «Eso Lo Se Muy Bien»      | 3:30     |  |
| 78minutos |                           |          |  |

- Datos: Q10988988